# هانز فان دن بروك
هنري (هانز) فان دن بروك (11 ديسمبر 1936 - 22 فبراير 2025)، هو سياسي هولندي ووزير دولة. نشط في السياسة لما يقرب من 30 عامًا، من 1970 إلى 1999. ومن أهم المناصب التي شغلها خلال تلك الفترة وزير الخارجية (1982-1993).

## الحياة الشخصية
نشأ في مدينة هيلفرسوم، حيث كان والده هندريك فان دين بروك مديرًا لإذاعة هولندا العالمية. تخرج في القانون الهولندي من جامعة أوتريخت عام 1965. في عام 1973 تابع دورة الإدارة العليا في معهد "De Baak" في نوردفيك. وهو متزوج من جوزيه فان شيندل وله ابنتان ويعيش في لوتشيم. ابنته الصغرى، الأميرة ماريلين فان دين بروك، هي زوجة الأمير الهولندي موريتس فان أورانجي - ناسو ، فان فولنهوفن.
يعاني فان دن بروك من مرض الزهايمر منذ عام 2018.

## الأوسمة
- في عام 1993 حصل على «Knight Grand Cross» في وسام «Orange-Nassau».
- تم تعيين فان دن بروك وزير دولة من قبل الحكومة الهولندية في 25 فبراير 2005.

## وظائف الحزب السياسية
- عضو المجلس التنفيذي لـ الحزب الكاثوليكي الشعبي (1978-1980 (الحزب حل واندماج في CDA]).
- زعيم حزب KVP مجلس مدينة ريدن (1970-1974).

### عضو مرشح في مجلس النواب
- عام 1986 رقم 4 على قائمة مرشحي الحزب الديمقراطي المسيحي في انتخابات مجلس النواب الهولندي.
- في عام 1989 رقم 3 على قائمة مرشحين حزب CDA في انتخابات مجلس النواب.